# Edwige Belmore
Edwige Belmore (um 1957 – 22. September 2015 in Miami, Florida) war ein französisches Model, Türsteherin und Sängerin. Sie galt als Punk-Ikone der späten 1970er und der 1980er Jahre.

## Leben
Edwige Belmore zählte lange Jahre zur New Yorker und Pariser Partyszene rund um Stars wie Andy Warhol, war Stammgast im legendären Studio 54, ging mit Loulou de la Falaise, Blondie-Sängerin Debbie Harry, Bianca Jagger und Farida Khelfa aus. Eine Begegnung mit Paloma Picasso öffnete ihr die Welt des Jet Set, sie traf sowohl Sade Adu, als auch Grace Jones. „Mit ihren platinblonden, kurzen Haaren und ihrer androgynen Schönheit hatte Belmore, die in den 1980er Jahren im Pariser Nachtclub Palace arbeitete, Modeschöpfer wie Thierry Mugler und Jean Paul Gaultier in ihren Bann gezogen.“ Gaultier nannte sie nach ihrem Tod auf Twitter den „schönsten Platinengel“, den er je getroffen habe. Im Club Le Palace fungierte sie eine Zeit lang als Türsteherin.
Sie war mit Yves Saint Laurent befreundet, arbeitete als Model für Helmut Newton, Maripol, Jean-Baptiste Mondino, sowie für Pierre et Gilles, lief auf Modeschauen von Gaultier und Mugler. Auf Muglers 1979 Bond Show erschien sie in Fischnetz und schwarzer Jacke, sie sang My Way – in der Sid-Vicious-Version. Ihr Bild erschien auf den Titelseiten von Verbal Abuse, Façade und Interview. Auf dem Cover von Façade küsste sie einen verdutzt dreinschauenden Andy Warhol und die Schlagzeile lautete: „The Queen of Punk Meets the Pope of Pop“. Ihr Körper wurde zunehmend mit künstlerischen Tätowierungen verziert, und wie wohl die schwarze Lederjacke mit platinblonder Stehfrisur ihr Markenzeichen war, trat sie auch im Smoking auf, allerdings mit enormen Sicherheitsnadeln als Ohrringen. Belmores Androgynität und Unabhängigkeit wurden erfolgsauslösend.
Anfang der 1980er sang Belmore in der New Wave Band Mathématiques Modernes, einer der ersten Formationen, die konsequent Synthesizer nutzte. Den ihr zugeschriebenen Status als Queen of Punk nutzte sie jedoch durchaus selbstironisch. Ein Revival ihrer Bekanntheit erfolgte durch den Dokumentarfilm Des Jeunes Gens Modernes von Jerome de Missolz, der 2011 beim Cannes Film Festival präsentiert wurde. Die letzten Jahre vor ihrem Tod verbrachte Belmore im Vagabond Hotel in Miami, wo sie sich auch um den Garten kümmerte, so Manager Bratt Adelman im Gespräch mit der Nachrichtenagentur AFP. Sie starb in einem Krankenhaus – „umringt von ihren Freunden“, bestätigte das Vagabond Hotel. Die Todesnachricht wurde vom Modemagazin Vogue verbreitet.
Sie soll zum Zeitpunkt ihres Todes 58 Jahre alt gewesen sein.

## Zitate
„Edwige Belmore ist ein Beispiel für die Verkörperung einer künstlerischen Bewegung, die sie Neu Post-Punk nennt und für die sie immer noch das Symbol ist.“

„Ich habe die Punk-Bewegung in London verstanden: Sie war ein echter sozialer Kampf. In Frankreich war es eher eine Modeerscheinung.“